# Katina Schubert

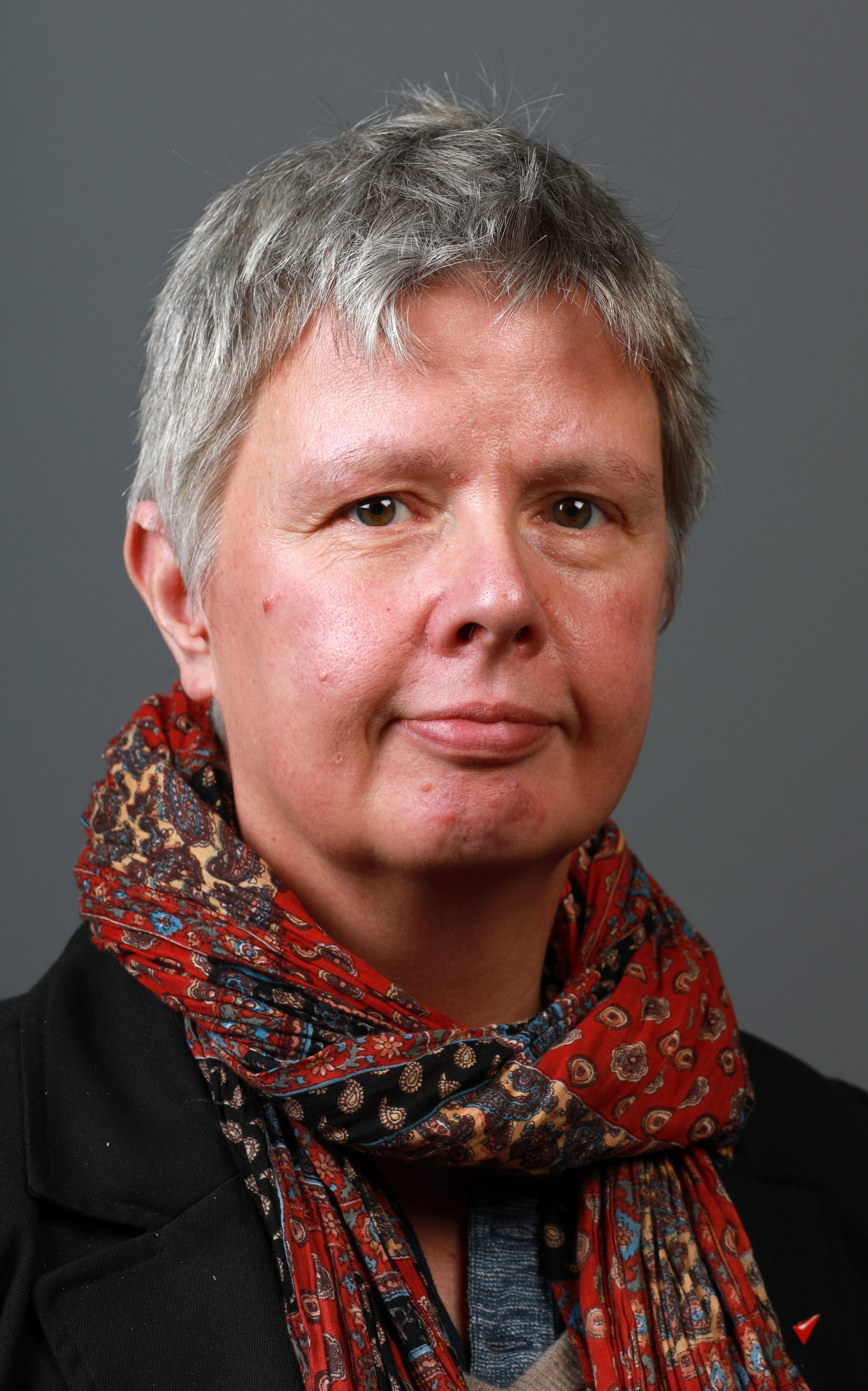
Katina Schubert (2017)

Katina Schubert, född 28 december 1961 i Heidelberg, är en tysk politiker som sedan 2007 är vice ordförande för det tyska socialistpartiet Die Linke.
Åren 1981–1989 bedrev Schubert universitetsstudier i statsvetenskap, sociologi och nationalekonomi, huvudsakligen i Bonn. Hon arbetade under 1990-talet periodvis som volontär och journalist.
I yngre år (1980–1982) var Schubert medlem i det socialdemokratiska partiet SPD:s ungdomsförbund, men engagerade sig senare i den utomparlamentariska vänstern. 1996 började hon arbeta hos socialistpartiet PDS kansli i tyska förbundsdagen, och 2001 blev hon medlem i PDS. 2003 kom Schubert med i partistyrelsen för PDS, som 2005 döpte om sig till Die Linke.PDS. I samband med att Die Linke bildades genom en sammanslagning av Die Linkspartie och WASG blev Schubert en av fyra vice ordförande i partiet, som även har två ordförande (en från f.d. Linkspartei och en från f.d. WASG).

## Polisanmälan mot Wikipedia
Den 6 december 2007 polisanmälde Katina Schubert den tyskspråkiga versionen av nätencyklopedin Wikipedia för dess användning av nazistiska symboler såsom hakkors i sina artiklar, med särskild hänvisning till artikeln om den nazistiska ungdomsrörelsen Hitlerjugend. Polisanmälan väckte stor uppmärksamhet, även internationellt. Då Schubert fick motta kritik för sin polisanmälan, även från partikamrater, drog hon tillbaka den.